# Skyscraper (песня)
«Skyscraper» (с англ. Небоскрёб) — сингл с альбома «Unbroken» в исполнении американской певицы и актрисы Деми Ловато. Он был написан для третьего студийного альбом Деми Ловато, «Unbroken» (2011). Песня была вдохновлена картиной Апокалипсиса, в которой мир находился в руинах, и среди разрушенных зданий, один небоскреб все ещё стоял. Керли изначально записала «Skyscraper» и Тоби предложил его Деми Ловато. Он хотел, чтобы песню записала она, поскольку она чувствовала то же, о чём говорилось в песне. При записи в 2010 году Ловато была очень эмоционально истощена, и происходящие с ней события заставляли её плакать. Позднее в том году она легла в центр психологической помощи, чтобы избавиться от своих проблем. По окончании записи в начале 2011 года, она заново записала песню, но оригинальная запись была оставлена, поскольку Деми чувствовала, что первый вариант был «символичен» для неё. «Skyscraper» был выпущен 12 июля 2011 на лейбле Hollywood Records как первый сингл с Unbroken.
Музыка «Skyscraper» — это баллада, текст которой повествует о пребывании силы и веры в нас. Дорожка (фонограмма) открывается одиноким фортепьяно, которое начинает сопровождаться тяжелой перкуссией. Ловато поёт песню хриплым и дрожащим вокалом в течение всей песни. «Skyscraper» получил положительные обзоры от критиков, большинство из них хвалят вокал Ловато и вдохновенный текст. После его выпуска, также многие звёзды похвалили Деми на её официальном сайте в Твиттере. Песня дебютировала под номером десять в Billboard Hot 100, затем добравшись до высшей позиции, ранее песня Ловато «This Is Me» достигла максимума девятой строчки в августе 2008 года. «Skyscraper» был продана тиражом 176 000 экземпляров в магазине AppStore в первую неделю выпуска в США, песня заняла первое место по количеству скачиваний. Песня достигла двадцатого места в Канаде и Новой Зеландии. В августе 2011 песня победила в номинации «Лучшая Летняя Песня» в Teen Choice Awards 2011.
Музыкальное видео к песне было снято Марком Пелингтоном в Bonneville Salt Flats в течение двенадцати часов. Сюжет клипа был жесток для Ловато, поскольку она чувствовала, что песня была настолько личная для неё, что она будет кричать. Она смогла легко выразить эмоции для съёмок клипа. Видео представляет её персональные борьбу за все эти годы и то, к чему она шла. Ловато исполнила песню «Skyscraper» впервые в Do Something Awards 18 августа 2011 года.

## Запись и вдохновение
«Skyscraper» был написана Тоби Гадом, Линди Роббинс и эстонской певицей Керли Кыйв и спродюсирован Тоби. Кёрли сказала, что при написании песни вдохновлялась изображениями апокалипсиса. В интервью журналу Seventeen она рассказала об этих изображениях: «Мир был в руинах, и в середине всех сокращенных формирований был один небоскреб, все ещё стоящий высоко. Слегка шёл дождь, и первые лучи солнца начинали сиять сквозь толстые облака дыма. Я чувствовала удивление, когда я записала это. Это исходило из действительно сильного места». Кёрли показала, что песня также личная для неё: «Я из очень маленького места в Восточной Европе, так что моя целая жизнь — это сплошная борьба за осуществление моей мечты несмотря ни на что. Но я думаю, что интенсивно быть человеческим в общем, который все мы имеем наши собственные борьбу и вещи преодолеть». На вопрос, что она хочет, чтобы девочки чувствовали, когда они слышат песню, Кёрли сказала, «я думаю, что текст песни говорит сам за себя. Вы можете пасть очень низко и сталкиваться с самым тёмным, но Вы можете всегда подняться, и выйти к свету». Кёрли сделала запись демонстрационной версии песни прежде, чем Gad предложил это Ловато. Ловато хотела записать песню, потому что она чувствовала «Огромное эмоциональное заряд в ней» и верила, и она и её поклонники могут прикоснуться к этому. Она объяснила, что остальная часть альбома Unbroken «намного легче и веселей» и хотели выпускать «Skyscraper» как первый первый сингл с альбома, потому что она хотела показать «кое-что очень вдохновенное», представляющее трудный путь.
Её диапазон, эмоциональный спектр, невероятное владение… в плане вокала она лучшее, что было у Диснея со времён Кристины Агилеры
Ловато первоначально записывала «Skyscraper» в Studio City (Лос-Анджелес) в 2010 году. В течение всей записи, она была на эмоциях вдвойне, до слез. Она никогда не была такой эмоционально взволнованной при записи песни. Она чувствовала, что песня была «криком души», который вызвал много эмоций, заявляя, что она кричала. В то время, она не сказала ничего о её депрессии и её личных проблемах In October 2010, she entered a treatment facility to treat her physical and emotional problems.. После окончания её записи в январе 2011 она заново сделала запись песни, но решила использовать запись оригинала, потому что она чувствовала, что её голос изменился, и её голос стал «слабее», чем когда она первоначально делала запись. Она сказала, «имелось кое-что в той первой попытке, это сначала пробегало песни, которая была добра из волшебных. Это было так много эмоции в этом, и к этому дню, это все ещё действительно специально ко мне» Она назвала, оригинал "символическим " и сказал, что " это обеспечивало сообщение..
Kerli похвалил Ловато и её песню, заявляя, что она «действительно передает эмоции». Kerli продолжал говорить, « я всегда говорю, что песни — сообщения, и художники — посыльные, и в этом пункте вовремя не имеется никакого лучшего посыльного для этой песни чем Деми. Её храбрость, чтобы выходить и сообщить целый мир относительно всего, она была через прошлый год — вне вдохновляющего». Американский певец Jordin Sparks обеспечивал поддержку вокала в песне. Ловато сказала, что они хранили её вокалы, потому что «это добавляет много нового к песне». Ловато заявила, «я думаю, она, возможно, сделала запись этого однажды, возможно и я действительно не знаю, какова ситуация была, но я знаю, что она делала фоновые вокалы, и они были прекрасны, так что они хранили их».

## Релиз
Ловато показала обложку сингла и назвала дату выпуска сингла «Skyscraper» через её Твиттер: 5 июля 2011 года. После объявления даты, сингл стал обсуждаться в разделе темы на сайте. Песня вышла во вторник 12 июля 2011 на утренней радиопередаче On Air with Ryan Seacrest. Ловато также вызвали, чтобы говорить о фонограмме. В тот же самое утро, сингл был сделан доступным для загрузки на iTunes в США 14 июля 2011 года. Песни достигла вершины в десятке самых загружаемых синглов на iTunes. The single was serviced for mainstream radio airplay on July 26, 2011. Lovato recorded a Spanish version of the track, named «Rascacielo».
После её выпуска, многие знаменитости высказали свою поддержку сингла в Твиттере. Согласно «The Hollywood Reporter», эти знаменитости включили Kelly Clarkson, Селена Гомес, Lucy Hale, Ким Кардашьан, Katy Perry, Jordin Sparks, Ashley Tisdale и Пит Венц и многие другие. В ответ на реакцию знаменитостей, Lovato заявила «имелось так много положительной обратной связи, это было настолько невероятно. Я слышу, что люди подобно Кэти Пэрри и Kelly Clarkson уважают мою музыку. Я думаю, что это настолько удивительно, и я был настолько благодарен и благодарен. Это только настолько захватывающее для меня, потому что они — люди, я ищу ко мне непосредственно и затем слышу, что они хорошо обо мне думают; это — подобно мечте.» Jordin Sparks обеспечил вокал, поддержку на фонограмме, записали видео, поющий её песню на её сайте. Ловато называет Джордин «красивый».

## Композиция
«Skyscraper» — баллада в которой Ловато исполняет песню, дрожащим и мощным вокалом. В первом стихе, голос Ловато сопровождается одиноким, фортепьяно: «Skies are crying, I am watching catching teardrops in my hands/ Only silence, as it’s ending, like we never had a chance.» As the song progresses, the piano is accompanied by heavy percussion and breathy backing vocals. В припеве Ловато поет: «You can take everything I have/ You can break everything I am/ Like I’m made of glass, like I’m made of paper/ Go on and try and tear me down/ I will be rising from the ground like a skyscraper.» Во втором стихе, Ловато «начинает находить большое количество силы» Песня имеет простую музыкальную структуру. Согласно нотам, изданным в Musicnotes.com, EMI Music Publishing песня установлена в time signature с metronome, 104 удары в минуту. Это составлено в тональности соль-мажор с вокальным охватом диапазона Ловато от соль третьей октавы к соль пятой октавы Текст песни — о пребывании сильной веры во вас непосредственно. According to Lovato, the song’s lyrics symbolize her personal journey from where she used to be to «the happy healthy person [she is] today.» Песня имеет дело с трудностями, она прошла через прошлый год и преодола препятствия, перед которыми она стояла. С песней, Ловато надеется, что «люди способны коснуться этого и понять, что они способны повыситься выше и преодолевать любое препятствие, независимо от того обстоятельства, и сияние подобно небоскребу.»

## Список композиций
- Digital download[20]

1. «Skyscraper» — 3:42

- Mexican digital download[21]

1. «Rascacielo (Skyscraper)» — 3:42

## Позиции в чартах
| Чарт (2011)                        | Позиция |
| ---------------------------------- | ------- |
| Австралия (ARIA)                   | 45      |
| Canada (Canadian Hot 100)          | 18      |
| Новая Зеландия (Recorded Music NZ) | 9       |
| US Adult Pop Songs (Billboard)     | 39      |
| US Hot Digital Songs (Billboard)   | 2       |
| US Billboard Hot 100               | 10      |

## Radio add dates and release history
| Страна         | Дата выпуска | Формат             |
| -------------- | ------------ | ------------------ |
| США            | 12 июля 2011 | Digital download   |
| Канада         | 19 июля 2011 | Digital download   |
| Мексика        | 19 июля 2011 | Digital download   |
| Австралия      | 25 июля 2011 | Digital download   |
| Новая Зеландия | 25 июля 2011 | Digital download   |
| США            | 26 июля 2011 | Mainstream airplay |

## Отзывы критиков
Билл Лэмб из About.com рейтингу «Skyscraper» дал четыре с половиной звезды из пяти. Он высоко оценил Lovato в хриплом вокале, приборы и вдохновляющий текст песни. Он сказал, выбор, который сделала LДеми о сотрудничестве с Керли и Тоби Гад сделала песню запоминающейся, заявив, что песня «спортивная, одновременно хрупкая, но упругий вид работы сотрудника Керли, в то время, руководствуясь при верный мейнстрим поп рукой ветеран Тоби Гад. Деми Ловато выглядит серьёзно относится не только идола Диснея подростка, но и настоящий поп-артист..»
Лэмб завершил своё рассмотрение «Skyscraper» является полное изменением темпа от текущей доминированной оптимистичной мелодииной партии на поп-музыку.. Отзыв Jason Lipshutz из Billboard был положительным на песню, особенно хвалил мощный вокальный диапазон Деми Ловато. . Грейди Смит из Entertainment Weeklyназывает песню «очень вдохновляющей» и написал, что «скрипучим голосом Lovato, плакала из-вокального звука». ". Сингл выиграл в номинации «Summer Song» на 2011 Teen Choice Awards.

## Позиции в чартах
«Skyscraper» дебютировал под номером десять на Billboard Hot 100, продавая 176000 загрузок за первую неделю релиза. . Это сделало песню Ловато самым пиковым синглом, так как This is Me, которая достигла номер девять в августе 2008 года. Песня также дебютировала под номером два на Canadian Hot 100. По вопросу от 1 августа 2011 года, песня вошла в New Zealand Singles Chart под номером девять. . По вопросу от 7 августа 2011, он дебютировал на Australian Singles Chart под номером девяносто два. . На следующей неделе она достигла своего пика в сорок пять.
В конце 2013 года песня вышла на первое место в хит-парадах Великобритании и США в исполнении Сэм Бэйли.

## Музыкальное видео
Клип на «Skyscraper» был снят Mark Pellington. Управление Lovato отправили её на различные методы лечения клип на песню, в том числе один из Pellington. . Lovato основывала свои решения о выборе своей идеи из-за него, говоря о режиссёре клипа, как «действительно уважаемый как режиссёр». Она сказала: "он предложил отличный способ интерпретации действительности песню в видео, и я была просто очень благодарна, что он сделал такую большую работу. Но он такой невероятный художник, и он действительно не знал, как интерпретировать это в невероятном видео ". Видео было снято в центре Bonneville Salt Flats пустыни и Lovato и Pellington взяли частный самолёт на это место. . Она хотела сохранить видео снимать "очень интимная, потому что это должно было быть на песню ". Съёмка клипа, которая продлилась двенадцать часов, была "физически и психически жесткой "для Lovato, она как будто "сломалась и плакала «между дублями из-за песни.» На съемочной площадке, Lovato и Pellington сопровождались волосы и визажистами и управления Lovatо. Благодаря этому там немного людей, вовлеченных, Lovato чувствовал, что это было "очень легко добраться до этого эмоциональных место ", которая была необходима для песни. Она хотела, дать видео «эмоционально почувствовать сырья», заявив: «Это видео было эмоциональной разрядки для меня, как терапия … Я кричала, я была настолько эмоционально … Вот когда я поняла, это то, что музыка видео все обо мне». Видео представляет её личная борьбу в последние годы, в том числе её поведение и самоповреждения. И что она, наконец, обратилась за медицинской помощью.
Видео начинается с Lovato она подходит к камере на пустынной дороге в квартиры Boneville соль, нося длинное белое платье. . Крупным планом лица Lovato служит основной части в течение первого стиха. В качестве первого хора начинается, стекла сердце заключены в стеклянный ящик показано с туманом, окружающих его. Видео скоро урезает к Lovato, как она продолжает идти вниз по дороге. Во второй стих, чёрная ткань окружает её, который представляет «токсичность», которая взяла на себя её внимание в прошлом, и заставил её страдать внутри. . В качестве второго хора начинается, Lovato начинает находить больше силы, с одного выстрела, показывая её стоя внутри фотографию рамку. В мост, стеклянный ящик с сердцем внутри хитом, в результате чего поверхность разрыва. Другие сцены из чёрной ткани и Lovato подойдя стекла показаны позже. Как последний припев начинается, крупным планом показан на Lovato, как слеза скатывается её в щеку. Вскоре после этого клипа стеклянный ящик показан с поверхностью разрушен, но сердце оставшихся нетронутыми, служа символом «силы и веру в трудные времена» ". Видео заканчивается Lovato смотрит прямо в камеру, прежде чем она исчезнет.
Тизер клипа был загружен на YouTube 11 июля 2011 года. . Полное видео премьера 13 июля 2011 годаЕ! News, следуют премьеры на Vevo следующий день Вскоре послеE! Новостипремьеры, Lovato сел с Райан Сикрест в эксклюзивном интервью. видео было встречено положительно. Джеймс Монтгомери MTV News была очень позитивной на видео, особенно сцена, в которой Lovato смотрит в камеру и почти врывается в слезы. Монтгомери сказал: «Я не уверен, если она действует или нет, но я сомневаюсь в этом, и действительно, это не так, как это имеет значение. Не тогда, когда певица соединяется с песней на таком интуитивном уровне, особенно тот, кто уже прошел через мясорубку. Он сделал вывод, „есть какая-то резко развевающейся ткани и некоторые осколки стекла, но на самом деле, песня звездой. И, что простота идеально подходит здесь, потому что песня содержит всю пиротехнику необходимо.“ Грейди Смит из Entertainment Weekly хвалили за то, что видео простым, говоря .». ." Мелина Ньюман из HitFix сказала, что "Никто больше не появляется в Марка Pellington-направленного клип как фокус явно на показ боли Lovato имеет пережили и из которой она растет, а не как тот феникс, но, как и небоскреб ". Ньюман похвалил Pellington для привлечения «ощущение близости к клипу, несмотря на часто широко открытых пространств».

## Живое выступление
Lovato исполнила песню впервые в Do Something Awards На VH1 на 18 августа 2011.